# Dermanura gnoma
Dermanura gnoma — вид родини листконосові (Phyllostomidae), ссавець ряду лиликоподібні (Vespertilioniformes, seu Chiroptera).

## Середовище проживання
Країни поширення: Болівія, Бразилія, Еквадор, Французька Гвіана, Гаяна, Перу, Суринам, Венесуела. Населяє вічнозелені ліси, савани, поля і сади до 530 метрів над рівнем моря.

## Морфологічні й генетичні особливості
Загальна довжина від 46 до 54 мм, довжина передпліччя між 34,5 мм і 40, довжина стопи від 7,5 до 12 мм, довжина вух від 15 до 17,5 мм і вага до 13 гр.
Спина від коричневого до сірувато-коричневого кольору, черево світліше. Писок короткий і широкий. Лист носа добре розвинений, ланцетний. Є дві світлі смуги на кожній стороні обличчя. Вуха сірувато-бурі з жовтуватим краями. Не має хвоста.

## Життя
Харчується дрібними плодами і комахами. Лаштує сідала під банановим листям. Є два репродуктивні періоди. Вагітні самиці були захоплені в січні-квітні в Венесуелі, Французькій Гвіані і бразильському штаті Пара, в той час як у жовтні та листопаді — у Венесуелі й Перу.